# Dutch Schultz

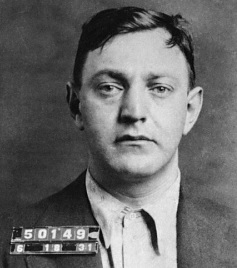
Dutch Schultz.

Dutch Schultz, egentligen Arthur Flegenheimer, även kallad "The Dutchman", född 6 augusti 1901 i The Bronx, New York, död 20 december 1935 i Newark, New Jersey, var en amerikansk ungdomsbrottsling och gängmedlem. Han dömdes vid 18 års ålder för inbrott till ett års fängelse och tog sitt nya namn i fängelset. Under förbudstiden på 1920-talet började han att sälja öl i sin egen lönnkrog och gjorde sig i snabb takt en förmögenhet. Han kallades även Bronx ölbaron.
Efter att spritförbudet upphävts slog sig Dutch Schultz in i beskyddarbranschen samt tog över nummerlotteriverksamheten i Harlem. Han åtalades på 1930-talet för skattebrott men friades. År 1935 sköts han ihjäl, troligen på uppdrag av Charles 'Lucky' Luciano.